# Globigerinelloides
Globigerinelloides es un género de foraminífero planctónico de la subfamilia Globigerinelloidinae, de la familia Globigerinelloididae, de la superfamilia Planomalinoidea, del suborden Globigerinina y del orden Globigerinida. Su especie tipo es Globigerinelloides algeriana. Su rango cronoestratigráfico abarca desde el Aptiense (Cretácico inferior) hasta la Maastrichtiense (Cretácico superior).

## Descripción
Globigerinelloides incluía especies con conchas planiespiraladas, biumbilicada, involutas a evolutas, de forma discoidal globular; sus cámaras eran globulares, o algo alargadas radialmente en las formas más evolutas, creciendo gradualmente en tamaño; sus suturas intercamerales eran ligeramente curvadas e incididas; su contorno era redondeando y lobulado; su periferia era redondeada; su ombligo era amplio; su abertura principal era interiomarginal, ecuatorial, de arco amplio bajo a moderadamente alto, y protegida por un labio; la porción interiomarginal de las aberturas de las cámaras precedentes podían permanecer como aberturas relictas en ambas áreas umbilicales; presentaban pared calcítica hialina radial, finamente perforada con poros cilíndricos, con la superficie lisa o punteada.

## Discusión
Clasificaciones posteriores han incluido Globigerinelloides en la familia Schackoinidae.

## Paleoecología
Globigerinelloides incluía especies con un modo de vida planctónico, de distribución latitudinal cosmopolita, y habitantes pelágicos de aguas superficiales a intermedias (medio epipelágico a mesopelágico superior).

## Clasificación
Se han descrito numerosas especies de Globigerinelloides. Entre las especies más interesantes o más conocidas destacan:
- Globigerinelloides algerianus †
- Globigerinelloides bentonensis †
- Globigerinelloides duboisi †
- Globigerinelloides ferreolensis †
- Globigerinelloides prairiehillensis †
- Globigerinelloides subcarinata †
- Globigerinelloides pseudobesa †
- Globigerinelloides volutus †

Un listado completo de las especies descritas en el género Globigerinelloides puede verse en el siguiente anexo.
Otras especies consideradas en Globigerinelloides son:
- Globigerinelloides blowi, aceptada como Blowiella blowi

En Globigerinelloides se han considerado los siguientes subgéneros:
- Globigerinelloides (Hastigerinoides), aceptado como género Hastigerinoides
- Globigerinelloides (Planomalina), aceptado como género Planomalina